# Rumpler C.IV
Rumpler C.IV je bilo dvosedežno izvidniško letalo iz časa prve svetovne vojne nemškega proizvajalca Rumpler. V uporabo je prišlo v začetku leta 1917 in ostalo v proizvodnji do konca vojne. Na njegovi podlagi so naredili več specializiranih variant, ki so se med seboj razlikovale po vgrajeni opremi in motorjih, in ki so bile namenjene vsaka posebej točno določenim nalogam. Tako osnovni C.IV kot tudi ostale različice so se na bojišču izkazali kot zanesljivi delovni stroji in so se uporabljali v velikem številu.

## Zgodovina

### Razvoj
C.IV je nastal iz vmesnega modela Rumpler C.III, ki so ga opremili z motorjem Mercedes D.IVa. Prve izdelane primerke so v januarju 1917 preizkušali na tovarniškem delu letališča Johannisthal. Ker se je izkazalo za zanesljivo, potrebni so bili le nekateri malenkostni popravki (namestitev nekaj dodatnih napenjalnih žic za večjo trdnost), so že naslednji mesec prve serijske primerke poslali v bojne enote, kjer so jih takoj začeli pripravljati za operativno rabo na bojišču.

### Nadaljnji razvoj
V letih 1917 in 1918 so pri Rumplerju na podlagi C.IV razvili več novih variant, ki so bile namenjene vsaka svoji točno določeni nalogi. Najprej je nastal C.V, ki je bil C.IV opremljen z nosilci za bombe in je bil namenjen napadom na bojiščne cilje. Teh niso izdelali veliko saj so imeli pri roki primernejša letala za ta namen v letalih razreda CL, ki so jih razvili v istem času. Sledil je izvidniški specialist za večje višine C.VI, ki ga je poganjal visoko kompresijski motor Maybach Mb.IVa in je imel vgrajeno fotografsko opremo za snemanje terena. Prav tako izvidnik je bil C.VII, ki so ga uporabljali v dveh verzijah, osnovni opazovalni, ter kot višinski fotografski specialist.
Najbolj znan pa je bil C.IX, ki je bil C.VII z vgrajenim dodatnim rezervoarjem za gorivo in je bil sposoben opravljati več urne opazovalne polete. Izdelovali so ga v dveh variantah, tako kot C.VII, v osnovni opremljenega z radijsko opremo ali pa tako imenovano Rubild različico opremljeno s fotografsko napravo.

### Uporaba
Prvi primerki so prišli na fronto v februarju leta 1917. Takoj na začetku je bilo prvih 60 letal vrnjenih nazaj v tovarno, da so opravili dodatne trdnostne izboljšave na njih. Letalo se je nato obneslo kot zelo primerno za zahtevne vsakodnevne opazovalne naloge na najzahtevnejšem bojišču velike vojne, na zahodni fronti. Rumpler C.IV je bil skupaj z modeloma DFW C.V in LVG C.V najbolj uporabljan delovni stroj razreda C na nemški strani v obdobju 1917-18, torej obdobju ko je bilo teh strojev največ v uporabi.
V pregledu inventarja z datumom 31. avgust 1917 je razvidno, da je bilo v uporabi tedaj 257 teh letal, kar je najvišja številka za to letalo. Čez leto dni jih je bilo še vedno v uporabi preko sto letal C.IV.

## Specifikacija: Rumpler C.IV[2]
Karakteristike:
- Posadka: dva (pilot in opazovalec)
- Dolžina: 8,40 m
- Razpon kril, zgornje: 12,66 m
- Razpon kril, spodnje: 12,1 m
- Prazna teža: 1,017 kg
- Največja teža: 1,630 kg
- Motor: 1 × Mercedes D.IVa s 260 KM (190 kW)

Zmogljivosti:
- Največja hitrost: 175 km/h
- Vzpon na 3000 m: 13 min

Oborožitev:
- 1 × trdno vgrajena sinhronizirana strojnica spredaj - LMG 08/15 kalibra 7,92 mm
- 1 × premična strojnica zadaj - Parabellum MG14 kalibra 7,92 mm

## Preživeli Rumpler C.IV
Edini znani preživeli primerek letala se nahaja v nemškem muzeju (deutsches museum) kjer so ga v poznih sedemdesetih letih restavrirali in je ponujen na ogled.